# Кравчук Данило Максимович
Кравчук Данило Максимович — український каратист у категорії молодь куміте (до 75 кг).
Чотирьох разовий чемпіон України, переможець кубку світу 2019 року та срібний призер кубку світу 2021. Багаторазовий срібний та бронзовий призер Чемпіонатів України. Майстер спорту України. Учасник української національної збірної України з карате.
Станом на серпень 2021 року посідав № 2 олімпійського рейтингу категорії молодь до 75 кг. Займав 5 місце на чемпіонаті світу в Чилі 2020.

## Життєпис
Народився 14 жовтня 2003 року у Львові в сім'ї підприємця і вчительки іноземних мов початкових класів. Навчався у СШ № 53 з поглибленим вивченням англійської мови (з 2014 року — гімназія «Престиж»).
Живе у Львові, 2021 — закінчив школу гімназія «Престиж» та вступив у Львівський національний університет імені Івана Франка на спеціальність комп'ютерні науки факультету прикладної математики та інформатики, займається далі спортом.

## Спорт
У віці 6 років почав займатися карате в тренера Антона Нікуліна. Займається карате у львівському клубі «Юніон», є чемпіоном України з карате в категорії молодь до 75 кг. Першим і єдиним тренером Данила є Антон Нікулін.
Очолює рейтинг серії змагань K1 PremierLeague, переможець Прем'єр-Ліги 2019,та став срібним призером в 2021. Травма коліна 2015 року змусила його тимчасово припинити тренування й участь у змаганнях.
2019 року переміг на K1 PremierLeagueUmagOpen, провівши 7 боїв.

### Чемпіонат світу 2020
На Чемпіонаті світу 2020 року вийшов до півфіналу, проте не зміг стати бронзовим призером чемпіонату світу в Чилі і посів 5[відсутнє в джерелі].

### Youth Premier League
| Золото | Умаг (Хорватія)2019    |
| Срібло | Загреб (Хорватія) 2021 |

### Інші змагання
| Grand Prix Croatia 2020 | Золото |
| Polish Open 2020        | Золото |
| Umag Open 2019          | Золото |
| Trbovle Open 2018       | Срібло |
| NitraSlovakia Open 2016 | Срібло |
| Denmark Open 2015       | Золото |
| Vienna Open 2015        | Золото |
| NitraSlovakia Open 2014 | Золото |
| Wroclaw Open 2014       | Золото |
| Denmark Open 2014       | Золото |
| Vienna Open 2013        | Золото |
| Kyiv Open 2013          | Бронза |
| Novograd Open 2013      | Золото |
| Kosice Open 2013        | Золото |
| Slovakia Open 2013      | Бронза |
| Legnica Open 2012       | Бронза |
| Riga Open 2012          | Золото |
| Berlin Open 2012        | Золото |